# Mercer County (Ohio)
Mercer County je okres amerického státu Ohio založený v roce 1820. Správním střediskem je město Celina. Okres je pojmenovaný podle důstojníka kolonistické armády z období Americké války za nezávislost Hugha Mercera, který padl v bitvě u Princetonu.

## Sousední okresy
| Růžice kompasu | Adams County (Indiana) | Van Wert County |                 | Růžice kompasu |
| Růžice kompasu |                        | Sever           | Auglaize County | Růžice kompasu |
| Růžice kompasu | Mercer County (Ohio)   |                 | Auglaize County | Růžice kompasu |
| Růžice kompasu | Jih                    |                 | Auglaize County | Růžice kompasu |
| Růžice kompasu | Jay County (Indiana)   | Darke County    | Shelby County   | Růžice kompasu |